# Piet Ikelaar

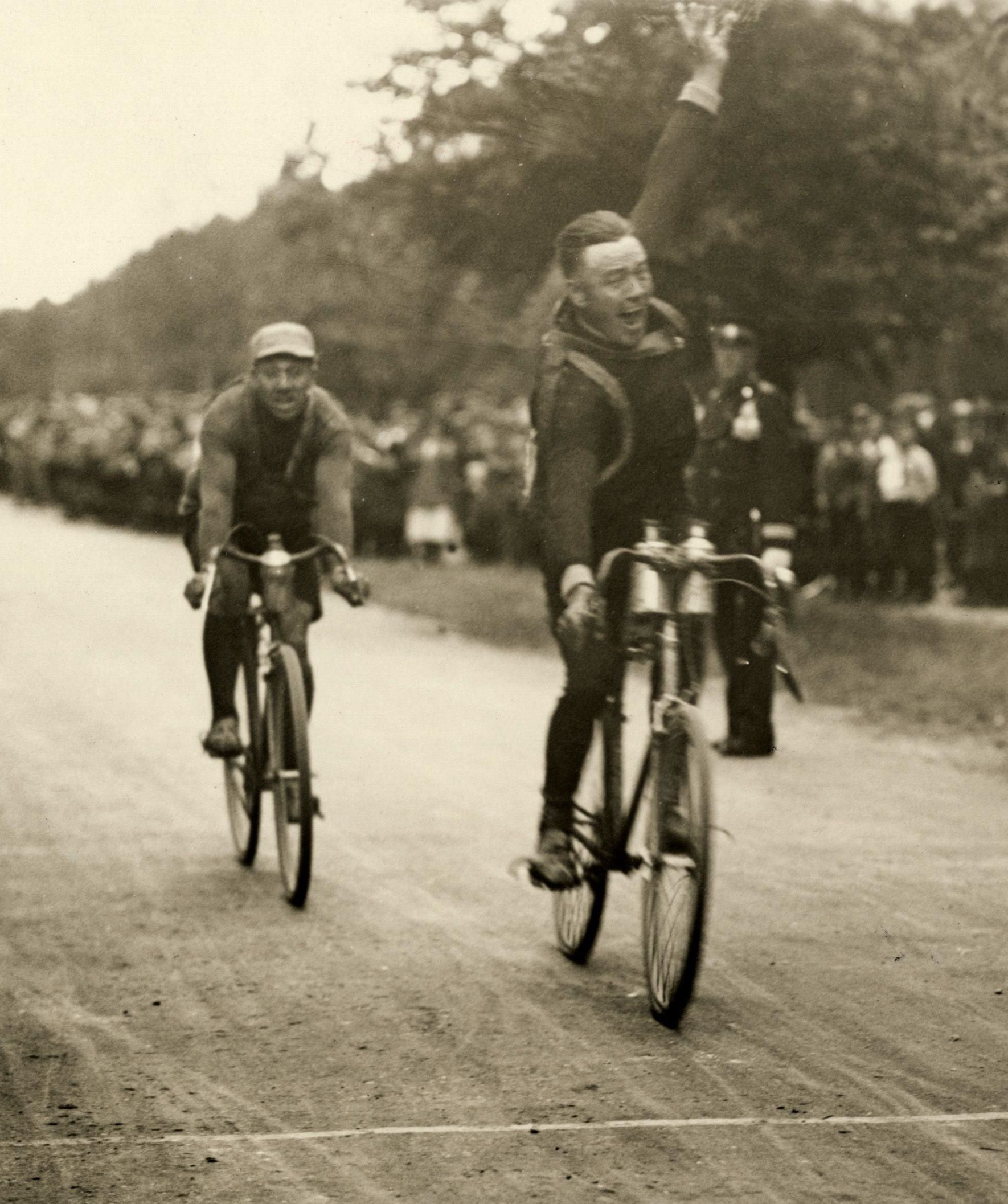
Piet Ikelaar wird Zweiter bei den Niederländischen Meisterschaften 1925 hinter Jorinus van der Wiel

Petrus Gerardus „Piet“ Ikelaar (* 2. Januar 1896 in Amsterdam; † 25. November 1992 ebenda) war ein niederländischer Radrennfahrer.
Piet Ikelaar nahm an den Olympischen Sommerspielen 1920 in Antwerpen teil. Er startete in fünf verschiedenen Radsport-Disziplinen und gewann zwei Bronzemedaillen, im Tandemrennen gemeinsam mit Frans de Vreng und über 50 Kilometer auf der Bahn. Ein Augenzeuge will jedoch gesehen habe, dass Ikelaar Zweiter und um die Silbermedaille gebracht worden sei.  Der Brite Thomas Harvey hatte das Feld angeführt, stürzte aber 200 Meter vor dem Ziel wegen einer Kollision seines Rades mit dem des Rennfahrers Henry George, der schließlich gewann. Auch Cyril Alden wurde durch die Kollision behindert, fiel aber förmlich wenige Zentimeter hinter George über die Ziellinie. Ikelaar reklamierte, er sei Zweiter geworden; sein Einspruch wurde jedoch nicht anerkannt.
Zweimal wurde Ikelaar jeweils Zweiter der Niederländischen Straßenmeisterschaften, 1917 hinter Jorinus van der Wiel und 1920 hinter Frits Wiersma. 1921 wurde er Profi (bis 1931). In dieser Zeit wurde er zweimal Niederländischer Meister im Straßenrennen der Profis und 1925 nochmals Zweiter hinter van der Wiel.
Piet Ikelaar war bekannt für seine strenge Moral sowie für seine gepflegte Kleidung. Bis ins hohe Alter war er Funktionär seines Heimatvereins „ASC De Germaan“. Er wurde 96 Jahre alt.